# HD 83332
HD 83332 är en ensam stjärna i den norra delen av stjärnbilden Luftpumpen. Den har en skenbar magnitud av ca 5,68 och är svagt synlig för blotta ögat där ljusföroreningar ej förekommer. Baserat på parallax enligt Gaia Data Release 2 på ca 11,0 mas, beräknas den befinna sig på ett avstånd på ca 296 ljusår (ca 91 parsek) från solen. Den rör sig bort från solen med en heliocentrisk radialhastighet på ca 30 km/s.

## Egenskaper
HD 83332 är en orange till gul jättestjärna av spektralklass K0 III, som har förbrukat förrådet av väte i dess kärna och utvecklats bort från huvudserien. Den har en massa som är ca 1,2 solmassor, en radie som är ca 11 solradier och har ca 53 gånger solens utstrålning av energi från dess fotosfär vid en effektiv temperatur av ca 4 700 K.